# 카리자 투레
카리자 투레(Karidja Touré, 1994년 2월 14일 ~ )는 프랑스의 배우이다.